# Begonia rotundifolia
Begonia rotundifolia là một loài thực vật có hoa trong họ Thu hải đường. Loài này được Lam. mô tả khoa học đầu tiên năm 1785.